# Urina humana

Uma amostra de urina humana

A urina humana é um subproduto do metabolismo em seres humanos. Ela é produzida nos rins e armazenada na bexiga, à qual chega através do uréter. O ato de excretar urina é chamado de micção, e ocorre quando esse líquido é expelido através da uretra.
Assim como a urina de outros animais, a urina humana é composta principalmente de água (91% a 96%), mas contém também ureia, ácido úrico, sal e outras substâncias. A urina é o produto final, resultante da excreção renal. O volume, a acidez e a concentração de sais na urina são regulados por hormónios, entre os quais o hormónio antidiurético e a aldosterona, os quais atuam nos rins para garantir que a água, os sais e o equilíbrio, ácido-base (acidez ou alcalinidade do sangue e do fluido intersticial) do organismo se mantenham dentro de estreitos limites.
A presença na urina de açúcar, albumina, pigmentos biliares ou quantidades anormais de algumas substâncias, incluindo as constituintes habituais, é indicador de doenças. A urina é normalmente estéril quando é expelida e tem apenas uma vago odor. O cheiro desagradável da urina deteriorada deve-se à ação de bactérias que provocam a libertação de amoníaco.
Um adulto saudável de dieta comum pode produzir entre 1000 e 2000 ml de urina por dia. O volume mínimo de urina necessário para remover do organismo todos os produtos residuais é de cerca de 0,5 L em um homem de 70 kg; todo o volume produzido acima deste consiste em excesso de água.[carece de fontes?] Uma grande ingestão de líquidos aumenta a quantidade de urina produzida; uma grande perda de líquido através da transpiração, vómitos ou diarreia conduz à sua produção diminuída. O volume de urina eliminado durante o dia é o dobro do produzido na noite, nos humanos saudáveis. Em desordens patológicas esta constante pode ser alterada passando o indivíduo eliminar igual volume nos dois períodos ou mais durante a noite (nictúria).

## Alterações da urina
As alterações comuns da urina estão relacionadas com os diferentes componentes da urina, como cor, cheiro e presença de substâncias, como proteínas, glicose, hemoglobina ou leucócitos, por exemplo.

### Volume anormal
Num adulto, uma produção diária de urina superior a 2,5 L é invulgar, a menos que o indivíduo beba líquidos em excesso ou sofra de alguma doença (ex: Poliúria).
Pode haver uma produção anormalmente reduzida de urina, menos de 0,4 L em casos de desidratação grave ou de insuficiência renal aguda. Esta situação pode também ocorrer quando os rins não recebem o seu abastecimento normal de sangue em virtude de situações como insuficiência cardíaca, choque ou doença hepática em fase avançada.
A falta de produção de urina pelos rins (anúria) pode dever-se a lesões graves nos rins. Todavia, o impedimento à passagem da urina contida na bexiga deve-se, mais frequentemente, a uma obstrução na parte inferior do trato urinário em resultado de um tumor na próstata, de cálculos encravados na uretra ou da hipertrofia da próstata, e, nesse caso, trata-se de uma situação de retenções urinária em que a produção de urina é efectivamente normal, e não de uma anúria.

### Aspecto anormal

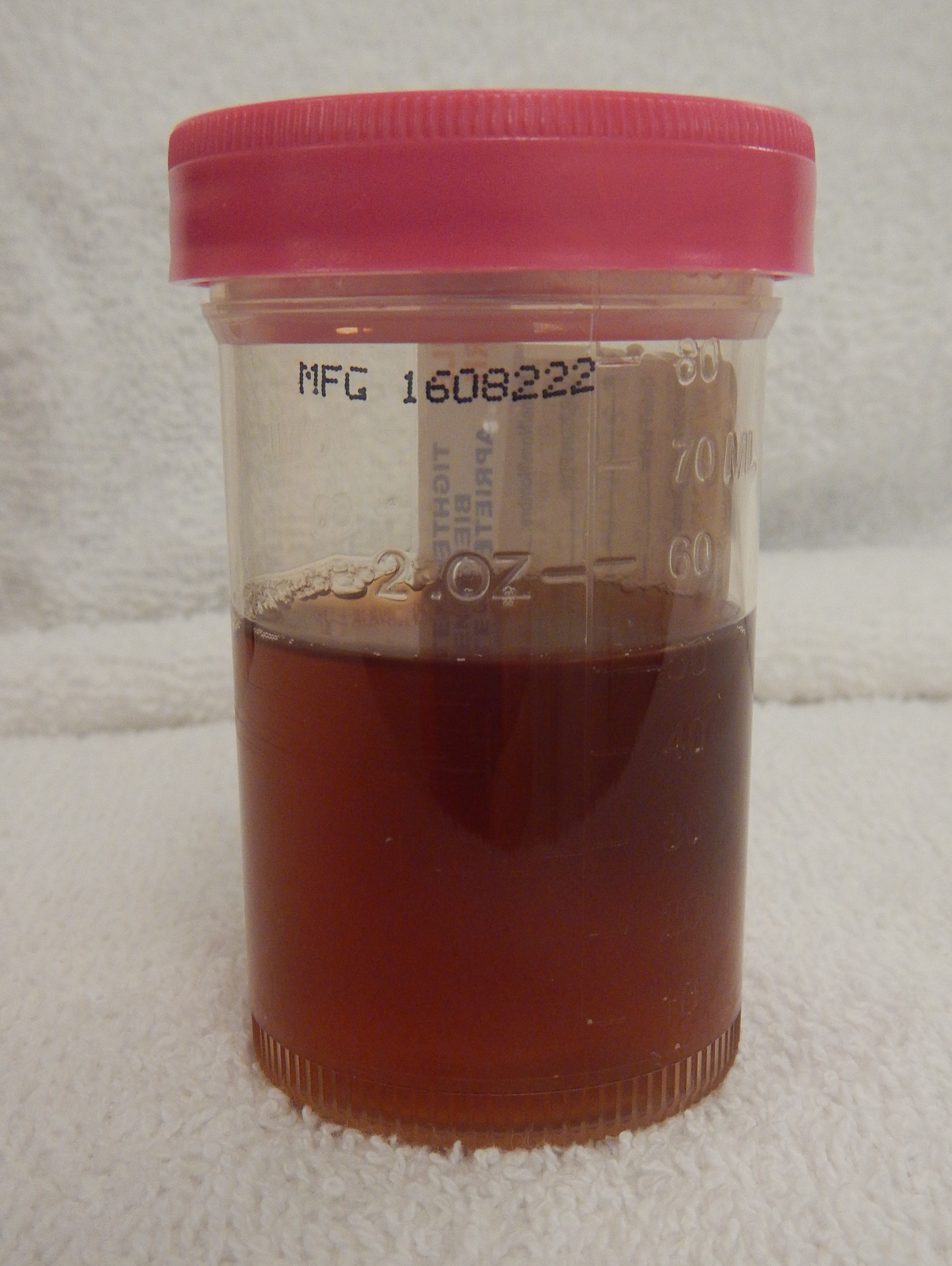
Urina em coloração vermelho escuro devido a hematúria.

A urina turva pode dever-se a uma infecção do trato urinário e, nesse caso, tem um cheiro fétido. Os cálculos do trato urinário podem também originar uma urina turva, mas não necessariamente infectada. A urina turva é resultado da presença de determinados sais, como fosfatos. Em casos raros, pode aparecer linfa misturada com a urina, o que lhe confere um aspecto leitoso.
Quando ligeira, a hematúria (presença de sangue na urina) dá à urina um aspecto escurecido. Quando a quantidade de sangue na urina aumenta, esta torna-se avermelhada e pode conter coágulos. Contudo, a urina avermelhada não é apenas provocada pela presença de sangue. Alguns corantes alimentares podem ser expelidos pela urina e existe uma grande variedade de fármacos que podem alterar-lhe a cor (por exemplo, a rifampicina e a dipirona pode torna-la alaranjada). Também as pessoas que comem beterraba podem ficar com a urina avermelhada. Em alguns doentes com porfiria, a urina torna-se avermelhada quando deixada em repouso; em pessoas com icterícia, a urina é castanha ou alaranjada. A urina com espuma, principalmente se esta persiste depois de ter sido agitada, pode conter excesso de proteínas.

## Composição anormal
Na diabetes mellitus, o excesso de glicose no sangue passa para a urina, causando glicosúria (o que confere um odor adocicado na urina). Na glomerulonefrite e na síndrome nefrótica, pode registar-se um excesso de proteína na urina (situação designada por proteinúria). No caso de insuficiência renal, a quantidade total de produtos residuais na urina (como ureia) é reduzida.
Outras alterações renais, como a síndrome de Fanconi e a acidose tubular renal, podem tornar a urina demasiadamente ácida ou excessivamente alcalina ou fazer com que contenha aminoácidos, fosfatos, sal ou água em excesso.

### Análise de urina

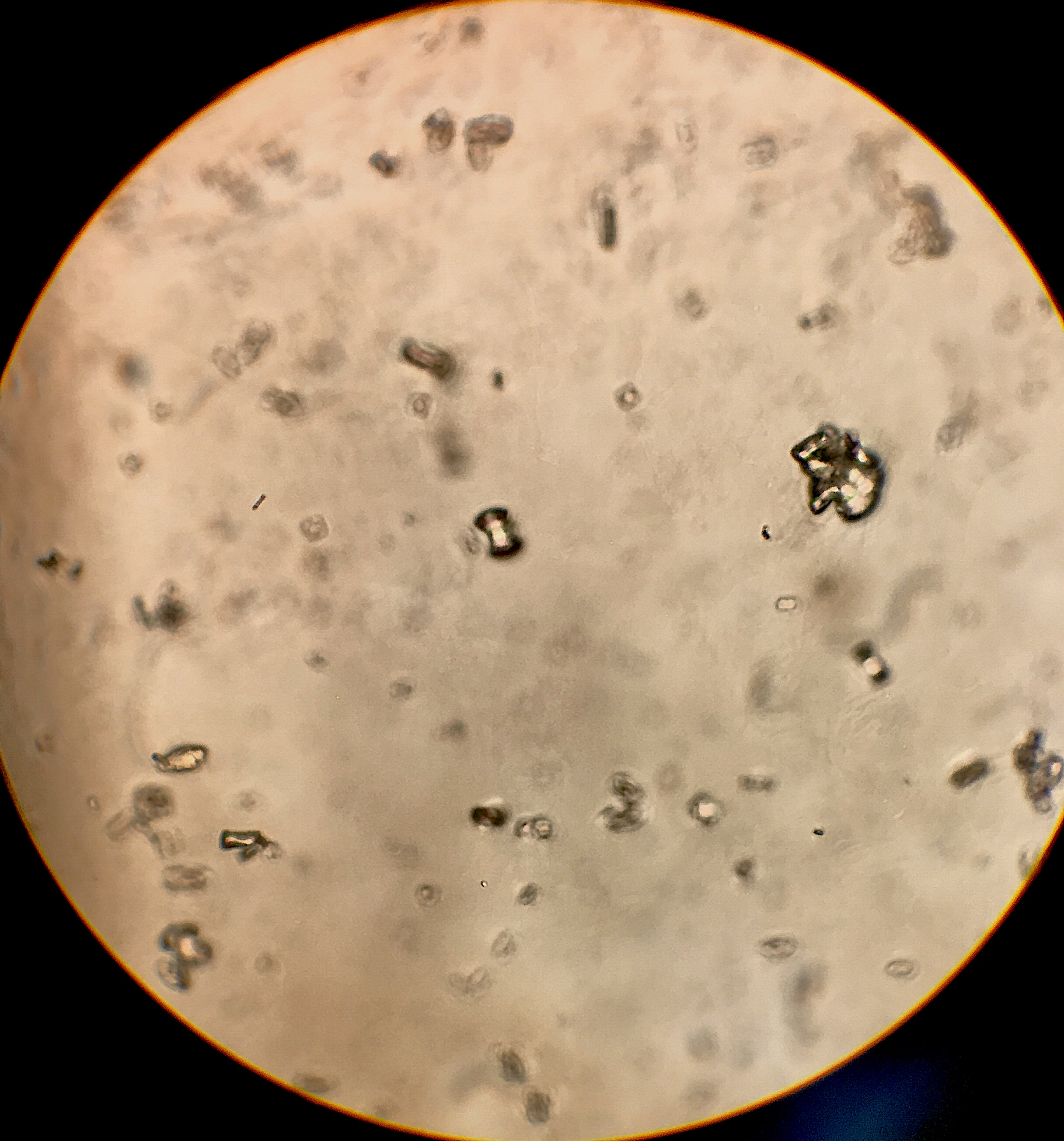
Urina observada num microscópio

A vulgarmente conhecida, análise à urina, consiste num conjunto de exames feitos na urina de um indivíduo que incluem a avaliação das características físicas da urina (cor, concentração, turvação), a observação ao microscópio e determinações químicas. Esta pode verificar se a função renal se encontra normal ou detectar alterações no aparelho urinário ou noutros sistemas.
O exame ao microscópio pode revelar hematúria, o que indica alterações nos glomérulos (unidades de filtragem dos rins) ou uma doença dos andares superiores ou inferiores do aparelho urinário. Este pode ainda revelar rolhões de proteínas e células renais, chamados cilindros, em qualquer dos vários tipos de doenças renais; pus ou bactérias quando há uma infecção do trato urinário; cristais, que indicam a possibilidade de um erro congénito do metabolismo ou susceptibilidade à formação de cálculos do trato urinário, e ovos de esquistossoma na doença parasitária chamada bilharzíase, ou esquistossomíase.
Se uma simples gota de urina recém-colhida for espalhada em camada fina sobre a superfície de uma gelatina nutriente e incubada na estufa, qualquer bactéria se multiplicará e formará colónias. A aparência dessas colónias sob exame microscópico irá permitir ao microbiologista a identificação do organismo causador da infecção no trato urinário.
Existe uma grande variedade de tiras de teste para se medirem de uma forma rápida e simples determinadas substâncias, como a glucose na urina (um nível alto indicia que o doente sofre de diabetes mellitus). Procuram-se ainda outras substâncias, tais como sangue, proteínas, bilirrubina, etc. Devem ainda determinar-se a acidez e a concentração urinárias. Estes exames baseiam-se numa simples mudança de cor na tira de papel (com reagentes), que, quando mergulhada na urina, sofre reações que lhe vão alterar a cor.